# Apetissement
L’apetissement (aussi orthographié appetissement dans certaines sources) est un impôt indirect français d'Ancien Régime portant sur le vin et « autres breuvages ».
Il tire son nom, qui signifie « diminution », du fait que l'impôt entraîne une réduction de la quantité vendue à un prix fixe, la différence permettant aux vendeurs de payer l'impôt. Ce sont des fermiers qui prélèvent entre le huitième et le douzième des recettes liées à la vente de vin, le taux de perception dépend des périodes et des lieux concernés. Ils acquièrent ce droit lors d'enchères organisées annuellement par les villes. Il est octroyé au cours du XIVe siècle par les rois Valois aux différentes villes afin de financer les fortifications dans le cadre de la guerre de Cent Ans. Il est par exemple octroyé par Jean II à la ville de Tours en 1363. Cette taxe est aussi prélevée, au taux de 10 %, dans la seconde moitié du XIVe siècle dans la province du Poitou pour l'entretien des murailles. L'impôt est aussi appelé « petit godet » ou « courte pinte », rappelant là aussi la diminution de la quantité vendue.